# Sergej Leonidovič Sokolov
Sergej Leonidovič Sokolov (in russo Серге́й Леони́дович Соколо́в?; Eupatoria, 1º luglio 1911 – Mosca, 31 agosto 2012) è stato un generale e politico sovietico poi russo.

## Carriera
È stato comandante del Distretto militare di Leningrado (odierna San Pietroburgo) e maresciallo dell'Unione Sovietica, nonché Ministro della difesa dell'Unione Sovietica dal 1984 al 1987, quando fu rimosso a seguito dell'atterraggio nella Piazza Rossa dell'aereo da turismo pilotato da Mathias Rust.
È morto il 31 agosto 2012 all'età di 101 anni, tre giorni dopo la moglie: aveva infatti subito un arresto cardiaco il giorno del suo funerale.